# Повстин
По́встин — село в Україні, у Пирятинській міській громаді Лубенського району Полтавської області. Населення становить 566 осіб. Колишній орган місцевого самоврядування — Великокручанська сільська рада.

## Географія
Село Повстин знаходиться на правому березі річки Удай, вище за течією на відстані 1 км розташоване село Велика Круча, нижче за течією на відстані 3 км розташоване село Карпилівка, на протилежному березі — села Дейманівка та Шкурати. Річка в цьому місці звивиста, утворює лимани, стариці та заболочені озера. Поруч проходить автомобільна дорога М03.
Поруч із селом знаходиться городище давньоруського міста Полкстінь.

## Історія
Наприкінці травня — в червні 1125 року біля села відбулась одна з битв русько-половецьких воєн, відома як Битва біля Полкстіня.
Під час проведеного радянською владою Голодомору 1932—1933 років померло щонайменше 379 жителів села.
12 червня 2020 року, відповідно до розпорядження Кабінету Міністрів України № 721-р «Про визначення адміністративних центрів та затвердження територій територіальних громад Полтавської області», село увійшло до складу Пирятинської міської громади.
19 липня 2020 року, в результаті адміністративно - територіальної реформи та ліквідації Питятинського району, село увійшло до складу новоутвореного Лубенського району.

## Населення
Згідно з переписом УРСР 1989 року чисельність наявного населення села становила 634 особи, з яких 286 чоловіків та 348 жінок.
За переписом населення України 2001 року в селі мешкало 565 осіб.

### Мова
Розподіл населення за рідною мовою за даними перепису 2001 року:
| Мова       | Відсоток |
| ---------- | -------- |
| українська | 93,99 %  |
| російська  | 5,48 %   |
| молдовська | 0,53 %   |

## Економіка
- «Повстин», ВАТ.
- «Аграрник», ТОВ.
- ТОВ «Повстинагроальянс».

## Об'єкти соціальної сфери

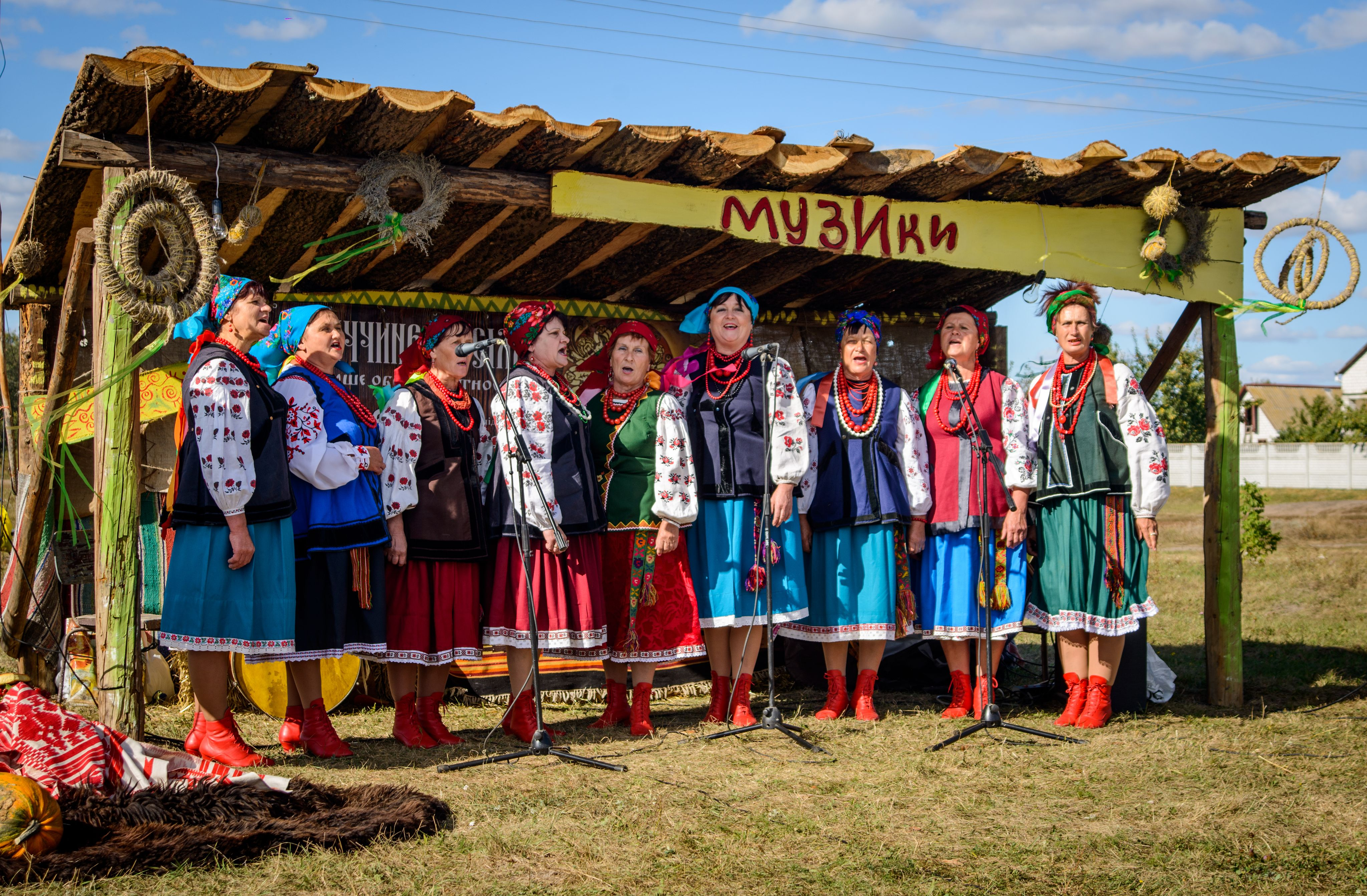

- Школа.
- Будинок культури.

- Народний самодіяльний колектив будинку культури
- Народний самодіяльний колектив будинку культури
- Народний самодіяльний колектив будинку культури

## Пам'ятки
- Храм Святого Архістратига Михаїла
- На правому березі річки Удай, на північний схід вниз по течії від села розташована комплексна пам'ятка природи місцевого значення «Бурти»[7].
- Неподалік від села розташований Куквинський заказник.

## Відомі люди

### Народились
- Антоній (Смирницький) — єпископ Російської Православної Церкви, архієпископ Воронізької і Борисоглібської єпархій.

## Галерея

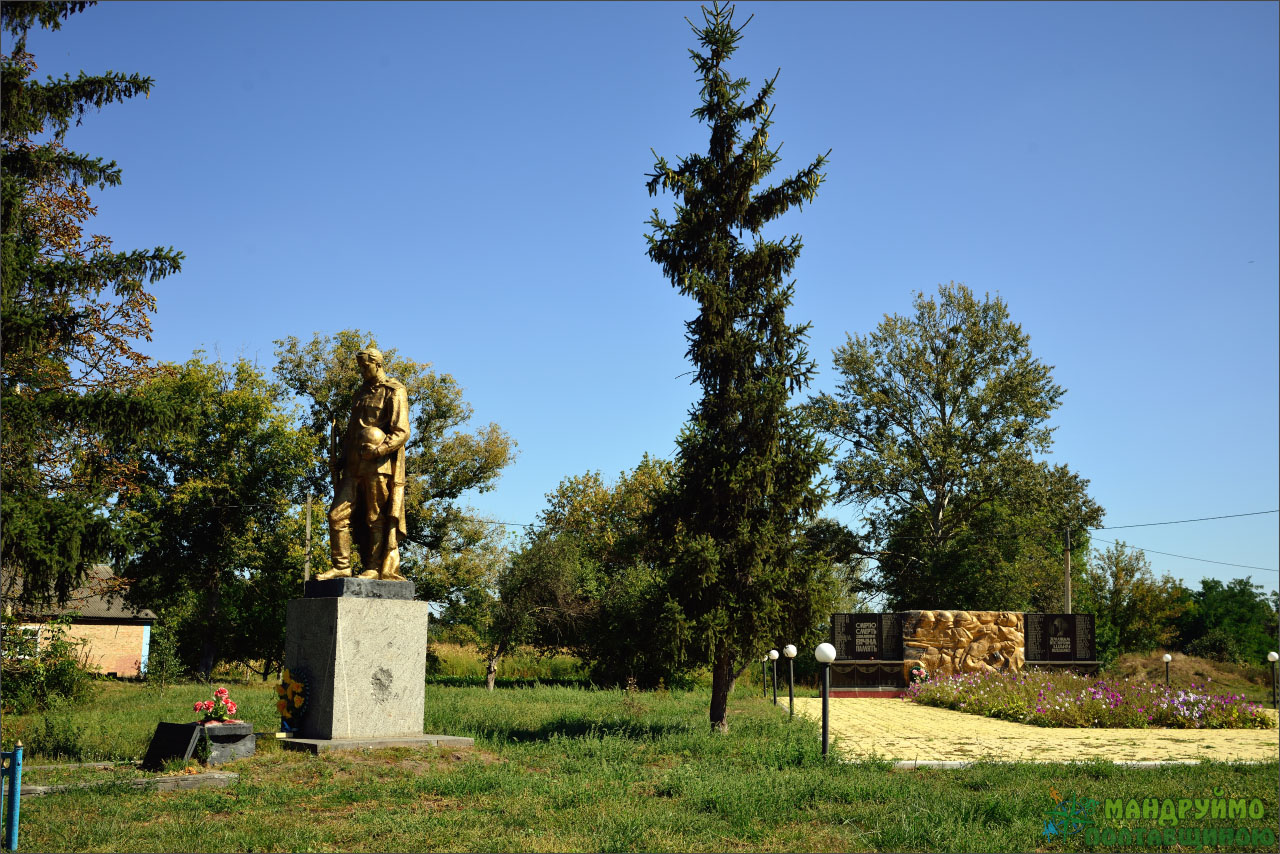
Братська могила радянських воїнів
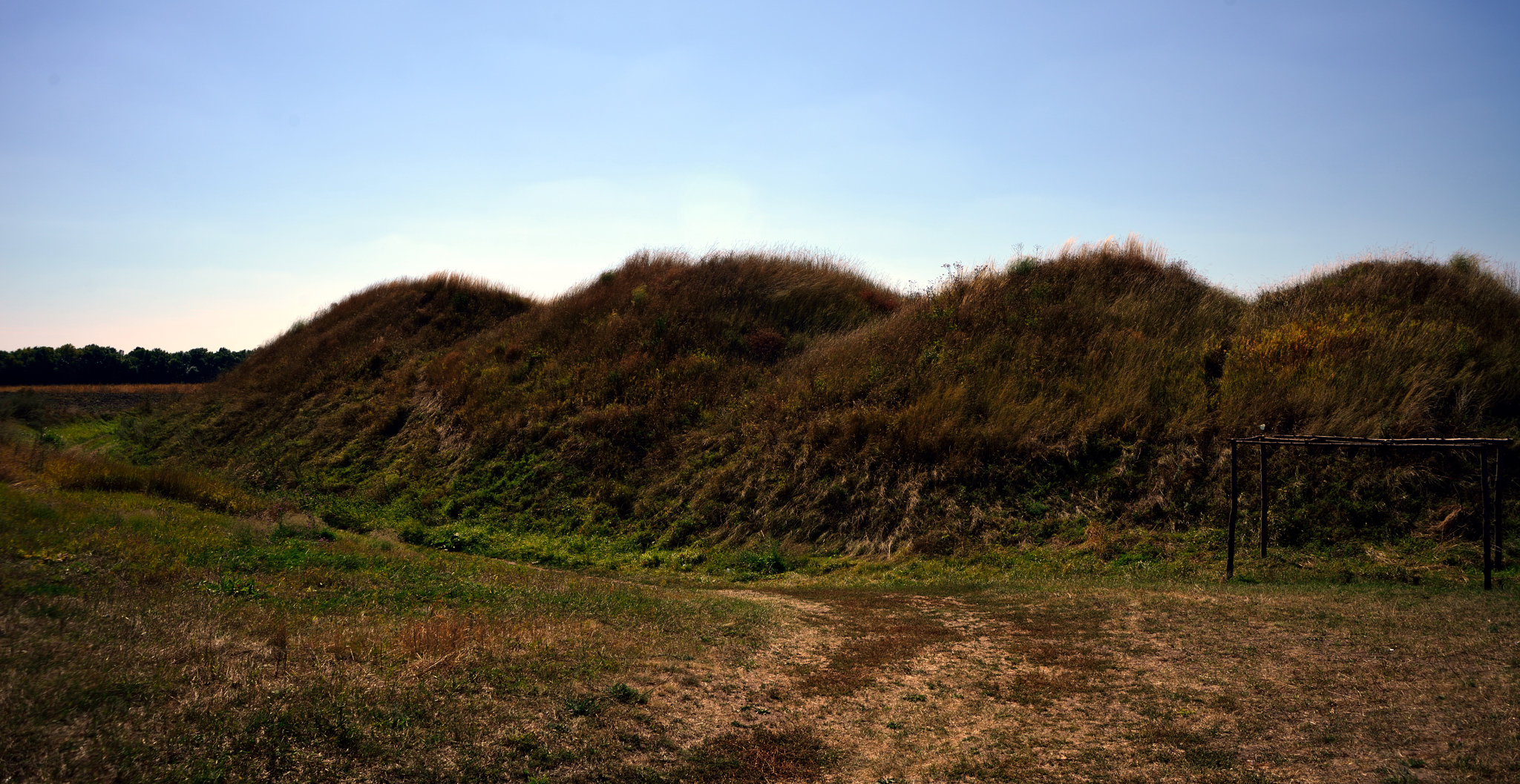
Полкстінь
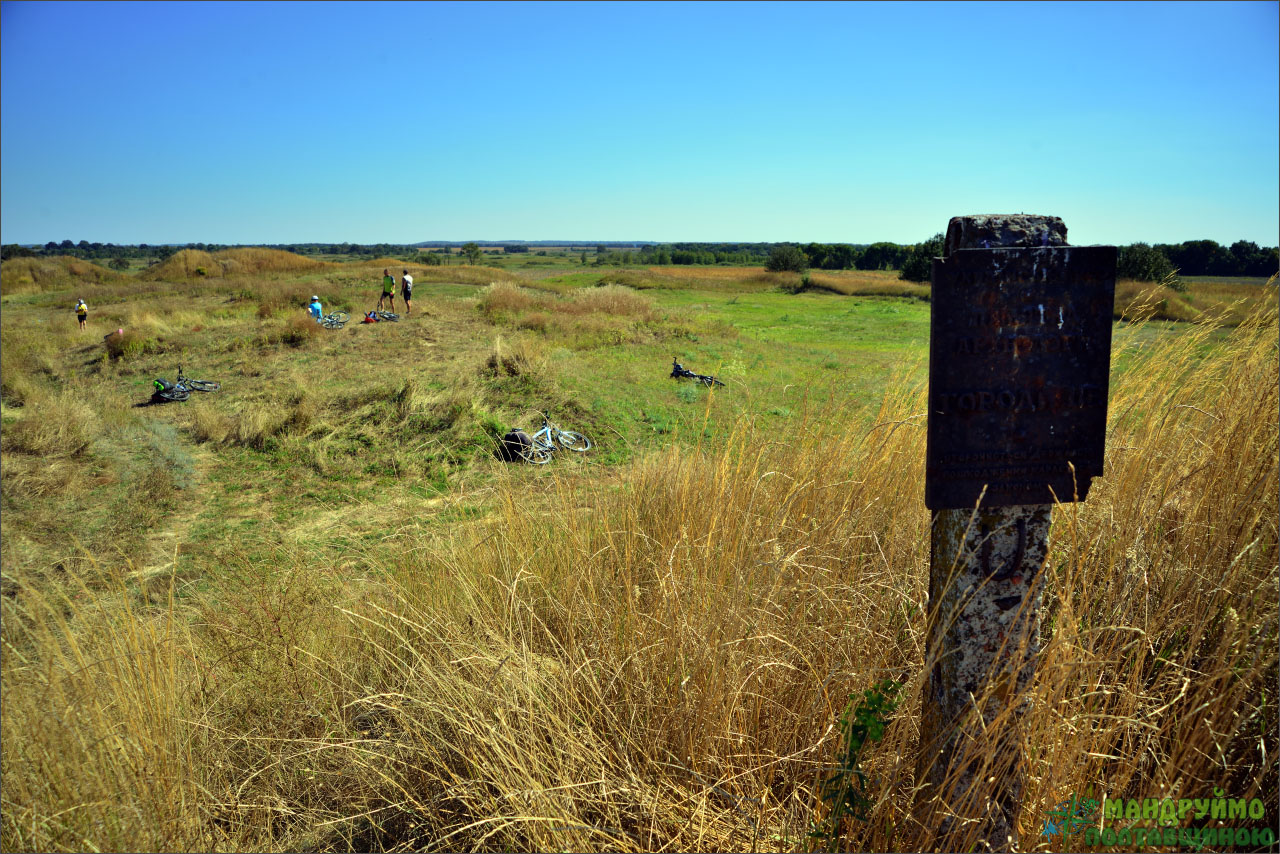
Полкстінь